# Alcippe bridé
Alcippe peracensis
Espèce
Statut de conservation UICN

LC : Préoccupation mineure
L'Alcippe bridé (Alcippe peracensis) est une espèce d'oiseaux passereaux de la famille des Pellorneidae.

## Habitat et répartition
Cet oiseau vit en Indochine (Vietnam, Laos et Cambodge et Thaïlande) et dans la péninsule Malaise. Il habite les forêts tropicales et subtropicales de moyenne altitude.

## Taxonomie

### Sous-espèces
- Alcippe peracensis annamensis
- Alcippe peracensis eremita
- Alcippe peracensis grotei
- Alcippe peracensis peracensis